# Pogonaleyrodes
Pogonaleyrodes is een geslacht van halfvleugeligen (Hemiptera) uit de familie witte vliegen (Aleyrodidae), onderfamilie Aleyrodinae.
De wetenschappelijke naam van dit geslacht is voor het eerst geldig gepubliceerd door Takahashi in 1955. De typesoort is Pogonaleyrodes fastuosa.

## Soorten
Pogonaleyrodes omvat de volgende soorten:
- Pogonaleyrodes fastuosa Takahashi, 1955
- Pogonaleyrodes zimmermanni (Newstead, 1911)